# 마르타 주무다 트셰비아토프스카
마르타 주무다 트셰비아토프스카(폴란드어: Marta Żmuda Trzebiatowska, 1984년 7월 26일~)는 폴란드의 배우이다.